# Финал Кубка Италии по футболу 2022
Финал Кубка Италии по футболу 2022 — финальный поединок розыгрыша Кубка Италии сезона 2021/22, в котором встретились «Ювентус» и «Интернационале». Матч состоялся 11 мая 2022 года.
Победитель матча квалифицируется в групповую стадию Лиги Европы УЕФА 2022/23 и на матч за Суперкубок Италии 2022.

## Матч

### Отчёт о матче
| Ювентус                         | 2:4 (доп. вр.) | Интернационале                                                |
| ------------------------------- | -------------- | ------------------------------------------------------------- |
| Алекс Сандро 50′ · Влахович 52′ | (отчёт)        | Барелла 7′ · Чалханоглу 80′ (пен.) · Перишич 99′ (пен.), 102′ |

| Ювентус | Интер |